# Ampelopsis mollifolia
Ampelopsis mollifolia là một loài thực vật hai lá mầm trong họ Nho. Loài này được W.T.Wang miêu tả khoa học đầu tiên năm 1986.